# Wydawnictwo Albatros
Wydawnictwo Albatros Sp. z o.o. – polskie wydawnictwo, założone w listopadzie 1994 roku przez Andrzeja Kuryłowicza. W jego skład do 2014 roku wchodziły dwa imprinty: Wydawnictwo Albatros A. Kuryłowicz (przekształcone najpierw w Wydawnictwo Albatros Andrzej Kuryłowicz s.c., a następnie, w roku 2017, w Wydawnictwo Albatros Sp. z o.o.) oraz Wydawnictwo Aleksandra i Andrzej Kuryłowicz s.c., które zakończyło działalność w 2015 roku. Obecnie oficjalna nazwa to Wydawnictwo Albatros Sp. z o.o., a prowadzone jest przez córkę Andrzeja Kuryłowicza, Aleksandrę Saługę (pełniącą funkcję prezesa zarządu i dyrektora wydawniczego)

## O wydawnictwie
Albatros wydaje współczesną beletrystykę i literaturę faktu, przede wszystkim przekłady z języka angielskiego, francuskiego i hiszpańskiego. Do końca 2016 roku ukazało się łącznie blisko 1500 tytułów (m.in. autorów takich jak: Stephen King, John Grisham, Tess Gerritsen, Harlan Coben, Mariusz Czubaj, Lucinda Riley, Robert Harris czy noblista Kazuo Ishiguro).
Pod koniec 2010 r. Wydawnictwo Albatros weszło na rynek książki elektronicznej, jako jedno z pierwszych wydawnictw w Polsce. Obecnie, w przypadku większości tytułów, wydania e-bookowe mają premierę tego samego dnia, co wydanie książki tradycyjnej.
Wydawnictwo Albatros wydaje również swoje tytuły w formie audiobooków – do pobrania w pliku MP3 lub do kupienia w formie płyty CD. Ich lektorami są zawodowi, znani, polscy aktorzy i artyści. Należą do nich m.in.: Krzysztof Globisz (Beatrycze i Wergili – Yann Martel), Krzysztof Gosztyła (Korporacja strachu – Michael Crichton), Marian Opania (Mroczna połowa – Stephen King), Jan Peszek (Lot nad kukułczym gniazdem – Ken Kesey), Jacek Rozenek (Zaginiony symbol – Dan Brown), Zbigniew Zapasiewicz (Katedra w Barcelonie – Ildefonso Falcones), Wiktor Zborowski (Rodzina Borgiów – Mario Puzo). Produkcja i sprzedaż audiobooków do końca 2014 roku była wspólnym przedsięwzięciem Wydawnictwa Albatros i Wydawnictwa Olesiejuk.
W roku 2011, Wydawnictwo Albatros z 11 tytułami zajęło 4. miejsce w rankingu najlepiej sprzedających się książek w Polsce, przygotowywanego co miesiąc przez Magazyn Literacki „Książki” zestawienia bestsellerów.
W 2011 r. Wydawnictwo Albatros znalazło się w grupie wydawnictw, których książki generują najwyższy przychód firmie Azymut
Wyłącznym dystrybutorem Wydawnictwa Albatros jest Firma Księgarska Jacek Olesiejuk.

## Założyciel wydawnictwa
Andrzej Kuryłowicz (1954–2014) ukończył studia na Wydziale Elektrycznym Politechniki Warszawskiej. Od początku lat 90. założył w Polsce kilka wydawnictw, z których najsilniej rozwinął Wydawnictwo Albatros. Był pasjonatem książek, wprowadzał na rynek nowe formaty, realizował oryginalne kampanie promocyjne, projektował szatę graficzną okładek oraz materiałów promocyjnych. Z autorami często nawiązywał relacje osobiste i przyjacielskie.

## Struktura prawna
Do 2014 Wydawnictwo Albatros funkcjonowało jako Wydawnictwo Albatros A. Kuryłowicz. Po śmierci Andrzeja Kuryłowicza przekształciło się w Wydawnictwo Albatros Andrzej Kuryłowicz s.c., a następnie – w 2017 r. – w Wydawnictwo Albatros Sp. z o.o.
W latach 2001–2015 funkcjonowała bliźniacza firma: Wydawnictwo Aleksandra i Andrzej Kuryłowicz s.c.

## Działalność pozawydawnicza
Wydawnictwo Albatros od 2003 funduje nagrodę dla tłumaczy literatury naukowej i popularnonaukowej, przyznawaną za najlepszy przekład książki z dziedziny nauk matematyczno-przyrodniczych i technicznych. Do 2012 roku było jednym z donatorów funduszu im. Piotra Amsterdamskiego.

### Nagrody im. Jerzego i Hanny Kuryłowiczów
Andrzej Kuryłowicz, syn wybitnego, polskiego tłumacza książek naukowych – Jerzego Kuryłowicza i Hanny Kuryłowicz, która blisko współpracowała z mężem w jego pracy translatorskiej, był pomysłodawcą oraz fundatorem Nagrody im. Jerzego i Hanny Kuryłowiczów dla tłumaczy literatury naukowej. Celem konkursu o Nagrodę Kuryłowiczów jest uhonorowanie najlepszego przekładu książki z dziedziny matematyczno-przyrodniczej lub technicznej. Laureaci każdorazowo otrzymują gratyfikację finansową. Kandydatury do Nagrody im. Jerzego i Hanny Kuryłowiczów dla tłumacza literatury naukowej mogą zgłaszać zarówno wydawnictwa, jak i sami tłumacze. Wiek tłumacza nie powinien przekraczać 50 lat w momencie publikacji przekładu.
Nagroda przyznawana jest corocznie przez jury, w którego skład wchodzi członek Stowarzyszenia Tłumaczy Polskich, Polskiego Towarzystwa Wydawców Książek oraz przedstawiciele wydawnictw naukowych, z którymi przez wiele lat współpracował Jerzy Kuryłowicz. Patronami Nagrody są Polskie Towarzystwo Wydawców Książek, Stowarzyszenie Tłumaczy Polskich, Wydawnictwo Naukowe PWN, Wydawnictwo WNT, IPPT PAN, Firma Księgarska Olesiejuk, Drukarnia Abedik oraz Warszawskie Targi Książki.
Nagroda wręczana jest co roku podczas majowych Warszawskich Targów Książek.

### Stypendium im. Piotra Amsterdamskiego
W 2009 r. jury Nagrody im. Jerzego i Hanny Kuryłowiczów postanowiło rozszerzyć działania promujące sztukę translatorską i wspierające młodych tłumaczy literatury naukowej i popularnonaukowej oraz książek historycznych i literatury faktu, tworząc fundusz stypendialny im. Piotra Amsterdamskiego, zmarłego tragicznie w 2008 roku pierwszego laureata Nagrody im. Jerzego Kuryłowicza z roku 2003. Beneficjentami Funduszu mogą zostać tłumacze z dowolnego języka na język polski, którzy nie przekraczają 30 lat oraz przedstawią aplikacje o przyznanie stypendium. Stypendium było przyznawane do 2012 roku.